# Abaria tripunctata
Abaria tripunctata är en nattsländeart som beskrevs av Martin E. Mosely 1948. Abaria tripunctata ingår i släktet Abaria och familjen Xiphocentronidae. Inga underarter finns listade i Catalogue of Life.